# T-FINE!
サンデーレディオ・T-FINE!（ティーファイン）は、FM TAROで放送されているラジオ番組。放送時間は、毎週日曜日の14:00〜17:00（JST）。また、ミュージックバード経由で一部のコミュニティ放送局でもネットされていた。通称「FINE（ファイン）」。
なお、FM TAROの公式番組表や番宣CM等では単に「T-FINE!」と紹介されている。

## 概要
- 2003年10月スタート。
- 山崎善隆と亀井あゆみをパーソナリティとして、リスナーからのメールをもとにしてトークしたり、気になるアーティストの曲を紹介したりしている番組。
- 2005年9月まで、FM TAROで、毎週金曜日の8時間生放送番組として放送され、その後、2005年10月から現在の放送時間となり、ミュージックバードを経由して、全国ネットでの番組となった。
- 2007年3月25日の放送をもって、全国ネットは終了した。FM TAROエリアでは、引き続き放送されている。
- 以前、らじおんで著作権を侵害しない部分のみ放送されていたころもあった。
- また、2009年5月より新潟県十日町市のエフエムとおかまちでもネットを開始した（2023年9月24日放送分をもって、同時ネット終了）。
- 放送では、「どーむぅ！」(「どうも！」の意）という言葉や、時には「ヘスポスタ！」という言葉をパーソナリティーやリスナー間の挨拶では使われる。始まりは、パーソナリティーの山崎善隆が「どーも」というメッセージを読み間違えたことかららしい。
- 2007年の秋にはリスナーから詩を募集し、ファインかるたを作成。詠み人に選ばれたリスナーには番組より、かるたがプレゼントされる。
- 山崎善隆のあだ名は天狗並
- エフエム太郎がJCBAインターネットサイマルラジオへの配信開始に伴い、2012年5月20日放送分からインターネットにてフルに聴取可能になった。同時にUstreamでの配信を休止。
- 2013年6月末より、tuneinradioへの配信も開始された。
- 2015年1月25日の放送をもって、亀井歩が降板。翌2月・3月は久慈美由起が山崎の暫定パートナーを務めた。
  - なお、久慈は亀井・長島の休演時に出演することが多い。ほかにも、卯佐乃心月・小川裕子も亀井の代役として出演したことがある。
  - また、山崎の休演時には鶴淵信也が代役出演することが多いが、木村綾も出演したことがある。
- 2015年4月5日放送分より、山崎の新パートナーとして長島章子が登場。
- 2015年4月12日放送分で、長島のあだ名が「ガッシー」に決定。
- 2024年2月11日放送分にて、次期新ステッカーに載る長島作のオリジナルキャラクターの名付けを募集。その結果「T蔵（てぃーぞう）」に決定。
- インターネットサイマルラジオサーバ変更に伴い、2022年3月25日（番組自体は3月27日放送分）よりJCBAインターネットサイマルラジオサイトまたはラジオアプリ「Radimo」での聴取対応となった。また、同年3月末以降アプリ「TuneIn Radio」での聴取が不可となる。

## タイムテーブル（2023年10月現在）
- 14:00-14:02 オープニング
- 14:02-14:15 メール紹介＆トーク
- 14:15-14:30 「ヒントでゲット！」
- 14:30-14:40 「FINE Quiz!」
- 14:40-14:59 メール紹介＆トーク
- 14:59-15:00 （中断）スポットCM
- 15:00-15:30 メール紹介＆トーク
- 15:15-15:30 「ちょちょちょちょいす！」
- 15:30-15:40 「FINE Quiz!」
- 15:40-15:50 「T-FINE!感動CLUB」
- 15:50-15:59 メール紹介＆トーク
- 15:59-16:00 （中断）スポットCM
- 16:00-16:30 メール紹介＆トーク
- 16:30-16:40 「FINE Quiz!」
- 16:40-16:59 メール紹介＆トーク＆エンディング

## コーナー

### FINE Quiz!
14時台、15時台、16時台の半ばに計3回行われるクイズコーナー。正解者の中から抽選でT-FINE!ステッカーとFMTARO番組表をプレゼントする。

### ヒントでゲット！
まずは番組公式X（旧Twitter）上に答えをアップしたあと、それに基づいたヒントをリスナーから募り、山崎・長島（解答権・出題権は隔週交代）が答えを導き出す。
ヒントは10個あり、正解に見合ったヒントの中から、印象が強かったヒントを出したリスナーへステッカーと番組表をプレゼントする。
逆に正解が出なかった場合は、以前はステッカーの枚数が増え、翌週以降に繰り越しとなっていた（場合によっては3枚・4枚…のプレゼントとなることもあった）。

### ちょちょちょちょいす！
山崎が選曲した2曲が発表（番組内でのみ）され、どちらが聴きたいかをリスナーから募集。
票が多かった方の1曲がオンエアされるが、オンエアされなかった場合は最終週に「敗者復活戦」として再度リスナーから聴きたい曲を募集し、こちらも票が多かったものがオンエアされる。
なお、リスナーからの票数が同じとなった場合は、山崎が書いた曲名のメモ紙を長島が引き、選ばれた方がオンエアされる。

## 終了したコーナー

### 長袖クイズ
パーソナリティーの山崎善隆が、なぞなぞを出し正解率が100％だと今週1週間長袖＆クーラーなしで生活する企画。1時間に1回行われた。

### SUPER MUSIC PICK!
パーソナリティが気になる曲を紹介するコーナー。未発売・発売未定の曲が流れることもある。たまに音楽アーティストからのコメントが流れる。全国放送終了と同時にこのコーナーも終了した。

### Artiste is FINE!
2006年6月から始まった、音楽アーティストが1ヶ月間10分ほど担当するコーナー。全国放送と同時に終了した。
- 2006年6月 - 椿屋四重奏
- 2006年7月 - 竹仲絵里
- 2006年8月 - 玉置成実
- 2006年9月 - Sister Q
- 2006年10月 - MAY'S
- 2006年11月 - 水樹奈々
- 2006年12月 - CLIFF EDGE
- 2007年1月 - LACCO TOWER
- 2007年2月 - 一十三十一
- 2007年3月 - LOST IN TIME

## 特別企画
- FINE!!かるた

リスナーでT-FINE!オリジナルのかるたを作ろうという企画。「あ〜わ」まで、リスナーから読み札を募集し、その中からパーソナリティーが1つ選び出す。選ばれたリスナーには「FINEかるた」がプレゼントされる。
- 2007年10月21日より開始し、11月11日にすべて決定した。

## 特番

### 年忘れ！〜2007 T-Fine特番SP
2006年12月31日19：00~25：00(計:6時間)
- 「2006!T-Fine的☆紅白TOP20！」

パーソナリティ2人が今年ハマった曲をそれぞれ20曲紹介した。
聴衆者（FMTAROエリア）がネットの専用フォームで投票を行い、どちらのパーソナリティの選曲が良かったかを競った。
コミュニティFMとしては珍しい、ネット配信放送を行った。

### 裏ファイン〜キセノンフラッシュ
2007年12月31日22:00〜2008年1月1日1:00（計:3時間） 
パーソナリティー2人が2007年にリリースされた曲の中で特に好きな曲を10曲をランキング形式で発表し、ランキング内の曲が二人で何曲かぶっているかを聴取者に当てさせた。この特番もまた、らじろぐでネット配信放送された。